# 紫鷹章
紫鷹章（：／）是大韓帝國的勳章，低於八卦章。

## 概要
1900年（光武4年）4月17日，根據大韓帝國敕令第13號《勳章條例》，設立金尺大勳章、李花大勳章、太極章、紫鷹章。紫鷹章授予武將，其下分為八等。相傳朝鮮太祖善於使用紫鷹狩獵，該勳章便以此得名，一般認為紫鷹即是海東青。

## 設計

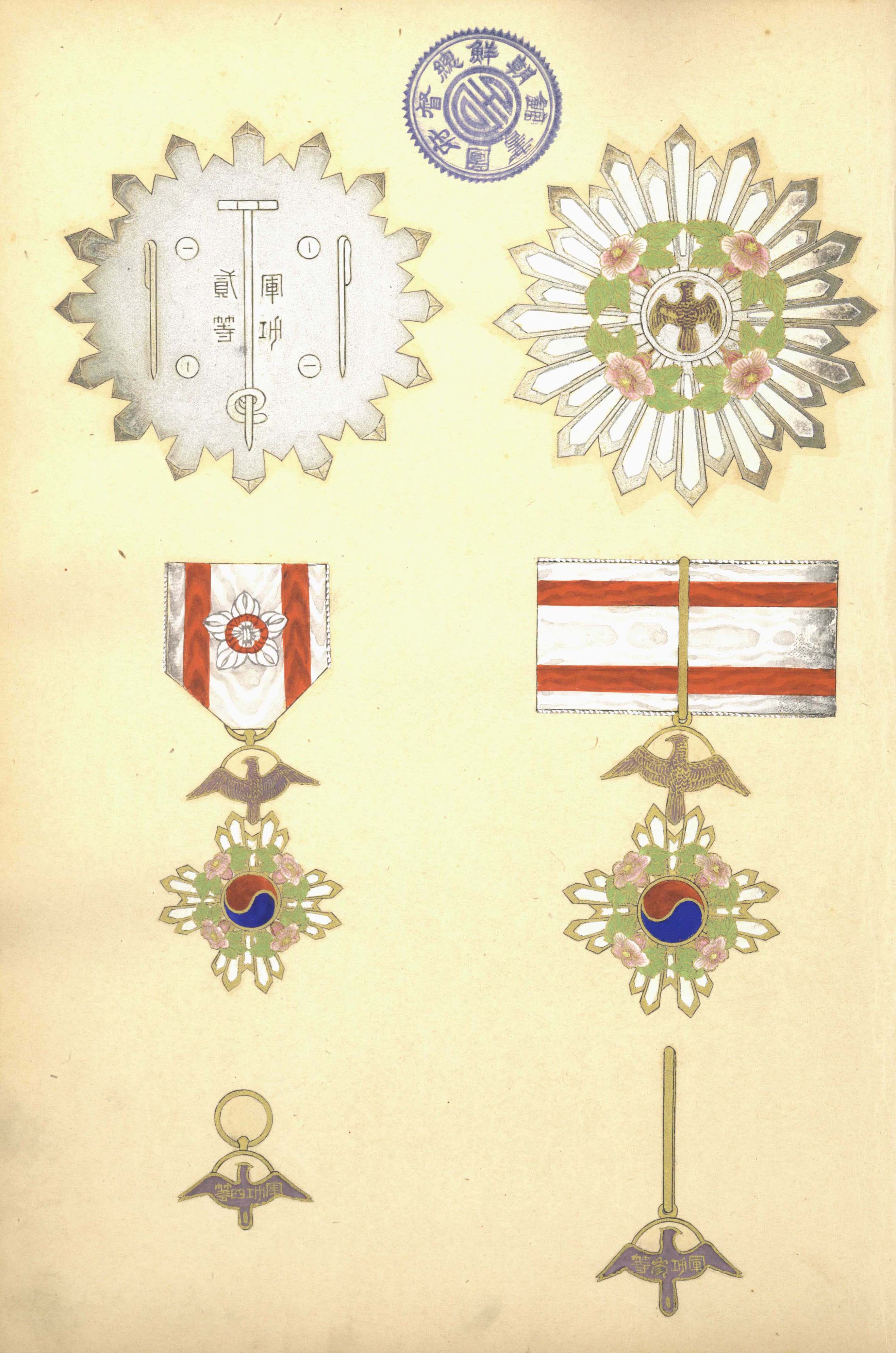
功二等紫鷹章兼功一等紫鷹大綬章副章（上） 功三等紫鷹中綬章兼功二等紫鷹章副章（右下） 功四等紫鷹小綬章（左下）
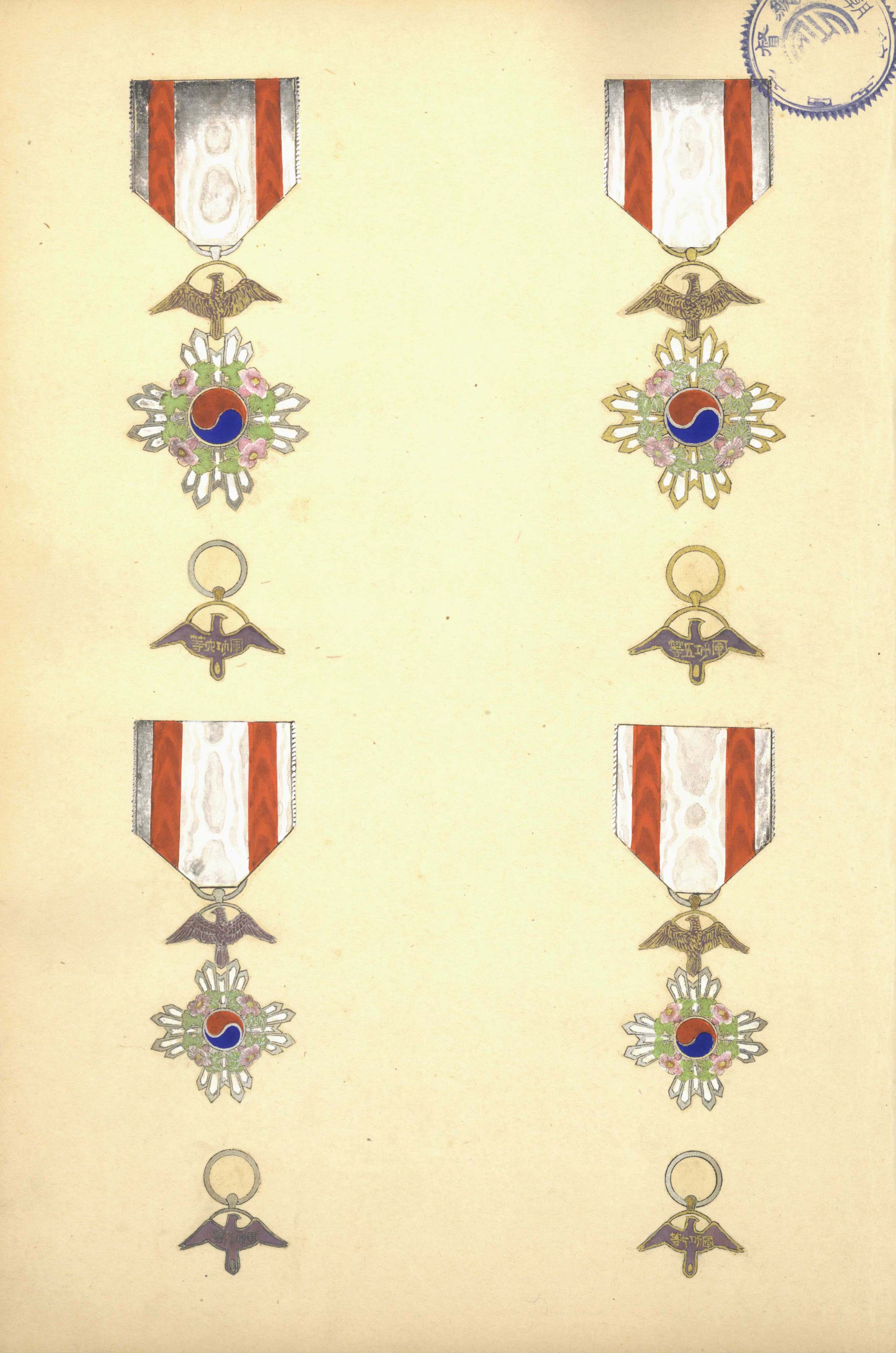
功五等紫鷹小綬章（右上） 功六等紫鷹小綬章（左上） 功七等紫鷹小綬章（右下） 功八等紫鷹小綬章（左下）